# NGC 1218
NGC 1218 é uma galáxia espiral (S0-a) localizada na direcção da constelação de Cetus. Possui uma declinação de +04° 06' 41" e uma ascensão recta de 3 horas, 08 minutos e 26,1 segundos.
A galáxia NGC 1218 foi descoberta em 6 de Setembro de 1886 por Lewis A. Swift.